# The Cascades
The Cascades là một ban nhạc nước Mỹ, được biết đến với đĩa đơn hit "Rhythm of the Rain" năm 1962.

## Danh sách đĩa nhạc

### Album
- Rhythm of the Rain (1963)
- What Goes On Inside (1968)
- Maybe the Rain Will Fall (1969)
- Rhythm of the Rain (1971) (biên tập)
- The Very Best of the Cascades (1999)
- Hits and Rarities (2001)
- All the Way to Yesterday (2006)